# Rhadinaea forbesi
Rhadinaea forbesi este o specie de șerpi din genul Rhadinaea, familia Colubridae, descrisă de Smith în anul 1942. Conform Catalogue of Life specia Rhadinaea forbesi nu are subspecii cunoscute.